# Étude sur les transports maritimes
 (décembre 2014).
Si vous disposez d'ouvrages ou d'articles de référence ou si vous connaissez des sites web de qualité traitant du thème abordé ici, merci de compléter l'article en donnant les références utiles à sa vérifiabilité et en les liant à la section « Notes et références ».
Pour les articles homonymes, voir ETM.
L'Étude sur les Transports Maritimes (ETM) est une publication annuelle, publiée depuis 1968 par la Conférence des Nations unies sur le commerce et le développement (CNUCED). Cette étude fournit une analyse des changements structurels et cycliques qui affectent le commerce maritime, les ports et le transport maritime, ainsi qu'un vaste ensemble de données statistiques.
L'ETM est préparée par le Service de la logistique commerciale de la Division de la technologie et de la logistique de la CNUCED.

## Contenu
L'Étude sur les Transports Maritimes (ETM) fournit des données et des analyses sur:
- le commerce maritime
- les nouvelles tendances affectant le transport maritime
- la structure et le régime de propriété de la flotte mondiale
- la construction navale et la démolition
- les taux de frets
- le développement des ports
- les questions juridiques et le développement de la réglementation
- une question d'actualité (traitée dans un chapitre spécial)

## Liste des sujets traités dans le chapitre spécial
- 2004[2]: Examen de l'évolution au niveau régional: Asie
- 2005[3]: Étude de l'évolution au niveau régional: Amérique latine
- 2006[4]: Examen de l'évolution au niveau régional: Afrique subsaharienne
- 2007[5]: Examen de l'évolution au niveau régional: Asie
- 2008[6]: Examen de l'évolution au niveau régional: l'Amérique latine et les Caraïbes
- 2009[7]: Examen de l'évolution au niveau régional: l'Afrique
- 2010[8]: Examen de l'évolution au niveau régional: région Asie-Pacifique
- 2011[9]: Participation des pays en développement aux affaires maritimes
- 2012[10]:Développement et financement du transport de fret durable
- 2013[11]:Mise en place d'un accès fiable au transport maritime pour les pays sans littoral